# Qingqu (köpinghuvudort i Kina, Hubei Sheng, lat 32,88, long 110,63)
Qingqu (kinesiska: 青曲, 青曲镇) är en köpinghuvudort i Kina. Den ligger i provinsen Hubei, i den centrala delen av landet, omkring 430 kilometer nordväst om provinshuvudstaden Wuhan. Antalet invånare är 24 115. Befolkningen består av 11 299 kvinnor och 12 816 män. Barn under 15 år utgör 12,0 %, vuxna 15-64 år 77 %, och äldre över 65 år 10,0 %.
Runt Qingqu är det ganska tätbefolkat, med 185 invånare per kvadratkilometer. Närmaste större samhälle är Liubei, 14,2 km sydost om Qingqu. Trakten runt Qingqu består till största delen av jordbruksmark.
Genomsnittlig årsnederbörd är 964 millimeter. Den regnigaste månaden är augusti, med i genomsnitt 166 mm nederbörd, och den torraste är december, med 8 mm nederbörd.